# Microgaster persimilis
Microgaster persimilis är en stekelart som beskrevs av Wilkinson 1929. Microgaster persimilis ingår i släktet Microgaster och familjen bracksteklar. Inga underarter finns listade i Catalogue of Life.